# Patrick O'Brian

Patrick O’Brian met op de achtergrond het schip de Surprise.

Patrick O’Brian, geboren Richard Patrick Russ (Chalfont St Peter, Buckinghamshire, 12 december 1914  - Dublin, 2 januari 2000), was een Brits schrijver, vooral bekend door zijn Aubrey–Maturin-serie.

## Leven en werk
O’Brian was de jongste uit een gezin van negen en was als kind vaak ziek. Tijdens de Tweede Wereldoorlog werd hij afgekeurd voor de Royal Air Force en werkte vervolgens als Brits geheim agent. Tijdens de oorlog leerde hij ook zijn tweede vrouw kennen, met wie hij in Wales ging wonen. Later vestigde hij zich in Zuid-Frankrijk. Hij overleed in 2000 te Dublin, 85 jaar oud.
O’Brian schreef romans en verhalen. Hij werd vooral bekend door zijn reeks van 21 historische marineromans over de introverte Jack Aubrey, kapitein bij de Royal Navy, en de verlichte scheepsarts Stephen Maturin. De romans spelen zich af tijdens de napoleontische oorlogen. O’Brian legt een grote kennis aan de dag over de scheepvaart uit die tijd, hetgeen zich vertaalt in veelvuldig gebruik van jargon en moeilijk te vertalen dialect. Niettemin werden de boeken internationaal in grote oplagen verkocht. De eerste tien delen uit de serie werden ook in het Nederlands vertaald. Op basis van de eerste drie delen werd in 2003 onder de titel Master and Commander: The Far Side of the World een film gemaakt onder regie van Peter Weir.
O'Brian vertaalde ook werken van onder anderen Simone de Beauvoir uit het Frans in het Engels en schreef biografieën over Pablo Picasso en botanicus Joseph Banks.

## Aubrey–Maturin serie
1. Master and Commander (1970, De Sophie)
2. Post Captain (1972, Aan lagerwal)
3. H. M. S. Surprise (1973, De Surprise)
4. The Mauritius Command (1977, Met vlag en wimpel)
5. Desolation Island (1978, Het verlaten eiland)
6. The Fortune of War (1979, Het tij keert)
7. The Surgeon's Mate (1980, De blauwe diamant)
8. The Ionian Mission (1981, De ionische missie)
9. Treason's Harbour (1983, Verraad)
10. The Far Side of the World (1984, De andere kant van de wereld)
11. The Reverse of the Medal (1986)
12. The Letter of Marque (1988)
13. The Thirteen-Gun Salute (1989)
14. The Nutmeg of Consolation (1991)
15. Clarissa Oakes (1992)
16. The Wine-Dark Sea (1993)
17. The Commodore (1995)
18. The Yellow Admiral (1996)
19. The Hundred Days (1998)
20. Blue at the Mizzen (1999)
21. The Final Unfinished Voyage of Jack Aubrey (2004)